# Alžirija
Alžirija (arabsko الجزائر, latinizirano: al-Džazāʾir, [al.d͡ʒazaːʔir]; francosko Algérie), uradno Ljudska demokratična republika Alžirija, je država v Severni Afriki. Alžirija na severovzhodu meji na Tunizijo; na vzhodu Libija; na jugovzhodu z Nigrom; na jugozahodu Mali, Mavretanija in Zahodna Sahara; na zahodu Maroko; in na severu ob Sredozemskem morju. Velja za del Magreba v severni Afriki. Ima polsušno geografsko lego, večina prebivalstva živi na rodovitnem severu, Sahara pa prevladuje nad geografijo juga. Alžirija pokriva površino 2.381.741 kvadratnih kilometrov, zaradi česar je deseta največja država na svetu po površini in največja država v Afriki, več kot 200-krat večja od najmanjše države na celini, Gambije. Alžirija je s 44 milijoni prebivalcev deseta najbolj naseljena država v Afriki in 32. najbolj naseljena država na svetu. Glavno in največje mesto je Alžir, ki leži na skrajnem severu na obali Sredozemskega morja.
Stoletja arabskega preseljevanja v Magreb od 7. stoletja so spremenila demografski obseg v Alžiriji. Španski ekspanzionizem je leta 1516 privedel do ustanovitve Alžirskega regentstva, države, ki je pritegnila ljudi iz vsega Sredozemlja, zaradi česar je bila njena prestolnica Alžir eno največjih, najbogatejših in najbolj svetovljanskih mest na svetu. Njen upad v 19. stoletju je povzročil invazijo Francozov leta 1830. Osvajanje in kasnejša pacifikacija države, ki je sledila, je trajalo do leta 1903 in vodilo do tega, da je Alžirija leta 1848 postala sestavni del Francije in dom več kot milijonu evropskih naseljencev. Medtem ko so domači Alžirci v tem obdobju ostali večina prebivalstva, se ocenjuje, da so se zmanjšali za do eno tretjino zaradi vojn, bolezni in lakote. Pokol Sétifa in Guelme leta 1945 je pomenil prelomnico v francosko-alžirskih odnosih in sprožil alžirsko vojno, ki se je končala z osamosvojitvijo Alžirije 5. julija 1962 in razglasitvijo Ljudske demokratične republike 25. septembra istega leta.
Uradna jezika Alžirije sta arabščina in tamazight (Standardna alžirska berberščina). Večina alžirskega prebivalstva je Arabcev, ki izpovedujejo islam. Domača alžirska arabščina je glavni govorjeni jezik. Francoščina je v nekaterih kontekstih tudi upravni in izobraževalni jezik, vendar nima uradnega statusa.
Alžirija je polpredsedniška republika z lokalnimi volilnimi enotami, ki jih sestavlja 58 provinc, lokalno znanih kot wilaya in 1541 komun. Alžirija je regionalna sila v Severni Afriki in srednja sila v svetovnih zadevah. Ima najvišji indeks človekovega razvoja med vsemi državami celinske Afrike in eno največjih gospodarstev na celini, ki temelji predvsem na izvozu energije. Alžirija ima šestnajste največje zaloge nafte na svetu in devete največje zaloge zemeljskega plina. Sonatrach, nacionalna naftna družba, je največje podjetje v Afriki, ki Evropi dobavlja velike količine zemeljskega plina. Alžirska vojska je ena največjih v Afriki in ima največji obrambni proračun na celini. Je članica Afriške unije, Arabske lige, OIC, OPEC, Združenih narodov in Unije arabskega Magreba, katere ustanovna članica je.

## Ime
Druge oblike imena so: arabsko الجزائر, latinizirano: al-Jazāʾir, alžirska arabščina الدزاير - al-dzāyīr, francosko Algérie. Uradno je Ljudska demokratična republika Alžirija (arabsko الجمهورية الجزائرية الديمقراطية الشعبية, latinizirano: al-Džumhurīja al-Džazā’irīja ad-Dīmuqrāṭīja aš-Ša’bīja; francosko République algérienne démocratique et populaire, skrajšano RADP).

## Etimologija
Ime Alžirije izhaja iz mesta Algiers, ki pa izhaja iz arabskega al-Jazāʾir (الجزائر, 'otoki') v zvezi s štirimi majhnimi otoki ob njeni obali, skrajšana oblika starejšega Jazāʾir Banī Mazghanna (جزائر بني مزغنة, »otoki Bani Mazghanna«). Ime je dal Buluggin ibn Ziri, potem ko je leta 950 ustanovil mesto na ruševinah feničanskega mesta Icosium. Uporabljali so ga srednjeveški geografi, kot sta Muhammad al-Idrisi in Yaqut al-Hamawi. Osmansko cesarstvo je ime al-Jazā'ir razširilo po vsej državi, izhajajoč iz imena glavnega mesta.
Tako si deli svojo etimologijo s številnimi drugimi kraji, kot so Alzira v Valencii, Algeciras v Andaluziji, Lezíria na Portugalskem, Cizre v Turčiji, Gżira na Malti, nilski otok Gezira v Egiptu in država Gezira v Sudanu.

## Zgodovina

### Prazgodovina in stara zgodovina
Približno ~1,8 milijona let stari kamniti artefakti iz Ain Hanecha (Alžirija) so veljali za najstarejše arheološko gradivo v Severni Afriki. Ocenjuje se, da so kamniti artefakti in vrezane kosti, ki so jih izkopali iz dveh bližnjih nahajališč v Ain Boucheritu, stari približno 1,9 milijona let, še starejši kamniti artefakti pa naj bi bili stari približno 2,4 milijona let. Zato dokazi Ain Boucherita kažejo, da so predniki hominini naselili obrobje Sredozemlja v severni Afriki veliko prej, kot se je prej mislilo. Dokazi močno zagovarjajo zgodnjo razpršitev proizvodnje in uporabe kamnitih orodij iz vzhodne Afrike ali možni scenarij kamnite tehnologije z več izvori v vzhodni in severni Afriki.
Neandertalski izdelovalci orodja so izdelovali ročne sekire v levalloisijskem in mousterijskem slogu (43.000 pr. n. št.), podobne tistim v Levantu. Alžirija je bila kraj najvišje stopnje razvoja srednjepaleolitskih orodnih tehnik. Orodja iz te dobe, ki se začne približno 30.000 pr. n. št., se imenujejo aterijsko (po arheološkem najdišču Bir el Ater, južno od Tebesse).
Najzgodnejša industrija rezil v severni Afriki se imenuje iberomavrska (ki je predvsem v regiji Oran). Zdi se, da se je ta industrija razširila po obalnih regijah Magreba med 15.000 in 10.000 pr. b. št. Neolitska civilizacija (udomačitev živali in poljedelstvo) se je v Saharskem in Sredozemskem Magrebu razvila morda že leta 11.000 pr. n. št. ali šele med 6000 in 2000 pr. n. št. To življenje, bogato prikazano na slikah Tassili n'Ajjer, je prevladovalo v Alžiriji do klasičnega obdobja. Mešanica severnoafriških ljudstev se je sčasoma združila v ločeno avtohtono populacijo, ki so jo poimenovali Berberi, ki so avtohtona ljudstva severne Afrike.
Iz svojega glavnega središča moči v Kartagini so se Kartažani razširili in ustanovili majhne naselbine ob severnoafriški obali; do leta 600 pr. n. št. je bila feničanska prisotnost v Tipasi, vzhodno od Cherchela, Hippo Regius (sodobna Annaba) in Rusicade (sodobna Skikda). Ta naselja so služila kot trgi in sidrišča.
Ko je kartažanska moč rasla, se je njen vpliv na domorodno prebivalstvo močno povečal. Berberska civilizacija je bila že na stopnji, ko so kmetijstvo, proizvodnja, trgovina in politična organizacija podpirale več držav. Trgovinske povezave med Kartagino in Berberi v notranjosti so se povečale, vendar je ozemeljska širitev povzročila tudi zasužnjevanje ali vojaško novačenje nekaterih Berberov in pridobivanje davka od drugih.
Do začetka 4. stoletja pr. n. št. so Berberi tvorili največji posamezen element kartažanske vojske. V uporu plačancev so se berberski vojaki uprli od leta 241 do 238 pred našim štetjem, potem ko niso bili plačani po porazu Kartagine v prvi punski vojni. Uspelo jim je pridobiti nadzor nad večjim delom severnoafriškega ozemlja Kartagine in kovali so kovance z imenom Libijski, ki se v grščini uporablja za opis domorodcev Severne Afrike. Kartažanska država je propadla zaradi zaporednih porazov Rimljanov v punskih vojnah.
Leta 146 pred našim štetjem je bilo uničeno mesto Kartagina. Ko je kartažanska moč pešala, je naraščal vpliv berberskih voditeljev v zaledju. Do 2. stoletja pred našim štetjem se je pojavilo več velikih, a ohlapno upravljanih berberskih kraljestev. Dve izmed njih sta bili ustanovljeni v Numidiji, za obalnimi območji, ki jih je nadzorovala Kartagina. Zahodno od Numidije je ležala Mauretania, ki se je čez reko Moulouja v današnjem Maroku raztezala do Atlantskega oceana. Vrhunec berberske civilizacije, ki ji ni bilo para do prihoda Almohadov in Almoravidov več kot tisočletje pozneje, je bil dosežen med vladavino Masinisa v 2. stoletju pred našim štetjem.
Po Masinissovi smrti leta 148 pr. n. št. so bila berberska kraljestva večkrat razdeljena in ponovno združena. Masinisina linija je preživela do leta 24 našega štetja, ko je bilo preostalo berbersko ozemlje priključeno Rimskemu cesarstvu.
Več stoletij so Alžiriji vladali Rimljani, ki so v regiji ustanovili številne kolonije. Alžirija je druga država na svetu za Italijo, kjer je največje število rimskih najdišč in ostaja med najbolj živimi in dobro ohranjenimi. Rim se je po tem, ko se je leta 146 pr. n. št. znebil svojega močnega tekmeca Kartagine, stoletje kasneje odločil, da vključi Numidijo, da postane novi gospodar Severne Afrike. Zgradili so več kot 500 mest. Kot preostala Severna Afrika je bila Alžirija ena od žitnic cesarstva, saj je izvažala žita in druge kmetijske proizvode. Avguštin iz Hipona je bil škof v Hippo Regius (današnja Annaba, Alžirija), ki je v rimski provinci Afrika. Germanski Vandali iz Geiserica so se preselili v Severno Afriko leta 429 in do leta 435 nadzorovali obalno Numidijo. Na ozemlju se niso naselili, saj so jih nadlegovala lokalna plemena. Pravzaprav je bila do prihoda Bizantincev Leptis Magna zapuščena in regijo Msellata so zasedli avtohtoni Laguatan, ki je bil zaposlen. omogočanje politične, vojaške in kulturne oživitve Amazighov. Poleg tega so bili Berberi med vladavino Rimljanov, Bizantincev, Vandalov, Kartažanov in Osmanov edini ali eni redkih v Severni Afriki, ki so ostali neodvisni. Berberi so bili tako odporni, da so celo med muslimanskim osvajanjem Severne Afrike še vedno imeli nadzor in posest nad svojimi gorami.
Propad Zahodnega rimskega cesarstva je privedel do ustanovitve domačega kraljestva s sedežem v Altavi (današnja Alžirija), znanega kot Mavro-rimsko kraljestvo. Nasledilo ga je drugo kraljestvo s sedežem v Altavi, kraljestvo Altava. Med vladavino Kusaila se je njegovo ozemlje razširilo od regije današnjega Fesa na zahodu do zahodne regije Aurès in kasneje Kairouana ter notranjosti Ifriqije na vzhodu.

### Srednji vek
Po zanemarljivem odporu domačinov so muslimanski Arabci iz Omajadskega kalifata v začetku 8. stoletja osvojili Alžirijo.
Veliko število avtohtonih Berberov se je spreobrnilo v islam. Kristjani, berberi in latinsko govoreči so ostali v veliki večini v Tuniziji do konca 9. stoletja, muslimani pa so postali velika večina šele nekje v 10. stoletju. Po padcu Omajadskega kalifata so se pojavile številne lokalne dinastije, vključno z Rustamidi, Aglabidi, Fatimidi, Ziridi, Hamadidi, Almoravidi, Almohadi in Zajanidi. Kristjani so odhajali v treh valovih: po začetnem osvajanju, v 10. in 11. stoletju. Zadnje so Normani evakuirali na Sicilijo, nekaj preostalih pa je v 14. stoletju izumrlo.
V srednjem veku je bila Severna Afrika dom številnim velikim učenjakom, svetnikom in vladarjem, vključno Juda Ibn Kurejš, prvi slovničar, ki je omenil semitske in berberske jezike, velikima sufijskima mojstroma Sidi Boumediene (Abu Madjan) in Sidi El Houari ter emirji Abd Al Mu'min in Yāghmūrasen. V tem času so Fatimidi ali otroci Fatime, Mohamedove hčere, prišli v Magreb. Ti 'Fatimidi' so ustanovili dolgotrajno dinastijo, ki se je raztezala po Magrebu, Hedžasu in Levantu in se ponašala s posvetno notranjo vlado ter močno vojsko in mornarico, sestavljeno predvsem iz Arabcev in Levantincev, ki se je raztezala od Alžirije do njihove prestolnice Kaira. Fatimidski kalifat je začel propadati, ko so se odcepili njegovi guvernerji Ziridi. Da bi jih kaznovali, so Fatimidi proti njim poslali Arabca Banu Hilala in Banu Sulayma. Posledica vojne je opisana v epu Sirat Bani Hilal. V epu heroj Amazigh Zirid Khālīfā Al-Zānatī vsak dan zahteva dvoboje, da bi premagal hilalanskega junaka Ābu Zayda al-Hilalīja in številne druge arabske viteze v nizu zmag. Ziridi pa so bili na koncu poraženi, kar je povzročilo sprejetje arabskih običajev in kulture. Avtohtona plemena Amazigh so ostala večinoma neodvisna in so glede na pleme, lokacijo in čas nadzorovala različne dele Magreba, včasih pa so ga združevala (kot pod Fatimidi). Fatimidska islamska država, znana tudi kot Fatimidski kalifat, je ustvarila islamski imperij, ki je vključeval Severno Afriko, Sicilijo, Palestino, Jordanijo, Libanon, Sirijo, Egipt, afriško obalo Rdečega morja, Tihamah, Hedžas in Jemen. Kalifati iz severne Afrike so trgovali z drugimi imperiji svojega časa, prav tako pa so bili del konfederalne podporne in trgovske mreže z drugimi islamskimi državami v islamski dobi.
Berbersko ljudstvo je v zgodovini sestavljalo več plemen. Dve glavni veji sta bili plemeni Botr in Barnès, ki sta bili razdeljeni na plemena in spet na podplemena. Vsaka regija Magreba je vsebovala več plemen (na primer Sanhadja, Houara, Zenata, Masmouda, Kutama, Awarba in Berghwata). Vsa ta plemena so se neodvisno odločala o ozemlju.
V srednjem veku se je v Magrebu in drugih bližnjih deželah pojavilo več dinastij Amazigh. Ibn Khaldun nudi tabelo, ki povzema dinastije Amazigh iz regije Magreba, dinastije Zirid, Ifranid, Maghrawa, Almoravid, Hammadid, Almohad, Merinid, Abdalwadid, Wattasid, Meknassa in Hafsid. Hamadidsko in Ziridsko cesarstvo ter Fatimidi so vzpostavili svojo oblast v vseh državah Magreba. Ziridi so vladali zemlji v današnji Alžiriji, Tuniziji, Maroku, Libiji, Španiji, Malti in Italiji. Hamadidi so zavzeli in obdržali pomembne regije, kot so Ouargla, Constantine, Sfax, Susa, Alžir, Tripoli in Fes ter vzpostavili svojo oblast v vseh državah v regiji Magreba. Fatimidi, ki so jih ustvarili in ustanovili Kutamski Berberi so osvojili celotno severno Afriko, pa tudi Sicilijo in dele Bližnjega vzhoda.
Po berberskem uporu so v Magrebu nastale številne neodvisne države. V Alžiriji je bilo ustanovljeno Rustamidovo kraljestvo. Rustamidovo kraljestvo se je raztezalo od Tafilalta v Maroku do gorovja Nafusa v Libiji, vključno z južno, osrednjo in zahodno Tunizijo, torej je vključevalo ozemlje vseh sodobnih držav Magreba, na jugu se je Rustamidovo kraljestvo razširilo do sodobnih meja Malija in vključevalo ozemlje v Mavretanija.
Ko so Ziridi razširili svoj nadzor nad celotnim Magrebom, delom Španije in za kratek čas nad Sicilijo, ki izvirajo iz sodobne Alžirije, so do 11. stoletja nadzorovali le sodobno Ifriqiyo. Ziridi so priznali nominalno vrhovnost fatimidskih kalifov v Kairu. El Mu'izz Ziridski vladar se je odločil končati to priznanje in razglasil svojo neodvisnost. Ziridi so se borili tudi proti drugim kraljestvom Zenata, na primer Maghrawa, berberski rodbini, ki izvira iz Alžirije in je bila nekoč prevladujoča sila v Magrebu, ki je vladala večini Maroka in zahodne Alžirije, vključno s Fesom, Sijilmaso, Aghmatom, Oujdo, večino Sous in Draa ter segala vse do M'sile in Zaba v Alžiriji.
Ker je bila fatimidska država takrat prešibka za poskus neposredne invazije, so našli drugo sredstvo maščevanja. Med Nilom in Rdečim morjem so živela beduinska nomadska plemena, ki so bila zaradi njihove razburkanosti in turbulentnosti izgnana iz Arabije. Na primer Banu Hilal in Banu Sulaym, ki sta redno motila kmete v dolini Nila, saj so nomadi pogosto plenili njihove kmetije. Takratni fatimidski vezir se je odločil uničiti tisto, česar ni mogel nadzorovati, in je prekinil dogovor z poglavarji teh beduinskih plemen. Fatimidi so jim celo dali denar za odhod.
Cela plemena so se odpravila z ženskami, otroki, starejšimi, živalmi in opremo za taborjenje. Nekateri so se med potjo ustavili, zlasti v Cirenajki, kjer so še vedno eden bistvenih elementov naselbine, večina pa je prispela v Ifriqiyo v regiji Gabes, kamor so prispeli leta 1051. Ziridski vladar je poskušal ustaviti to naraščajočo plimo, toda z vsakim spopadom, zadnjim pod obzidjem Kairouana, so bile njegove čete poražene in Arabci so ostali gospodarji bojišča. Arabci običajno niso prevzeli nadzora nad mesti, temveč so jih ropali in uničevali.
Invazija se je nadaljevala in leta 1057 so se Arabci razširili na visoke planjave Konstantina, kjer so obkrožili Qalao Banu Hammada (prestolnico emirata Hamadid), kot so to storili v Kairouanu pred nekaj desetletji. Od tam so postopoma osvojili zgornje Alžirsko in Oransko nižino. Nekatera od teh ozemelj so Almohadi v drugi polovici 12. stoletja nasilno zavzeli nazaj. Pritok beduinskih plemen je bil glavni dejavnik jezikovne in kulturne arabizacije Magreba ter širjenja nomadstva na območjih, kjer je prej prevladovalo poljedelstvo. Ibn Khaldun je opazil, da so dežele, ki so jih opustošila plemena Banu Hilal, postale popolnoma suha puščava.
Almohadi, ki izvirajo iz današnjega Maroka, čeprav jih je ustanovil človek, ki izvira iz današnje Alžirije znan kot Abd al-Mu'min, so kmalu prevzeli nadzor nad Magrebom. V času dinastije Almohadov je bilo pleme Abd al-Mu'min, Koumïa, glavni podpornik prestola in najpomembnejše telo imeprija. Ko so premagali oslabljeno cesarstvo Almoravidov in prevzeli nadzor nad Marokom leta 1147, so leta 1152 prodrli v Alžirijo, prevzeli nadzor nad Tlemcenom, Oranom in Alžirom ter se borili za nadzor nad hilijskimi Arabci in do istega leta premagali Hamadide, ki so nadzorovali vzhodno Alžirijo.
Po odločilnem porazu v bitki pri Las Navas de Tolosa leta 1212 so Almohadi začeli propadati in leta 1235 je guverner današnje Zahodne Alžirije Yaghmurasen Ibn Zyan razglasil svojo neodvisnost in ustanovil kraljestvo Tlemcen in rodbino Zajanidov. V boju z almohadskimi silami, ki so poskušale obnoviti nadzor nad Alžirijo 13 let, so premagali Almohade leta 1248, potem ko so ubili njihovega kalifa v uspešni zasedi blizu Oujde.
Zajanidi so obdržali svoj nadzor nad Alžirijo tri stoletja. Velik del vzhodnih ozemelj Alžirije je bil pod oblastjo dinastije Hafsidov, čeprav je bil emirat Bejaia, ki je obsegal alžirska ozemlja Hafsidov, občasno neodvisen od osrednjega tunizijskega nadzora. Na vrhuncu je Zajanidsko kraljestvo vključevalo ves Maroko kot svojega vazala na zahodu, na vzhodu pa je segalo do Tunisa, ki so ga zavzeli med vladavino Abu Tašfina.
Po več spopadih z lokalnimi barbarskimi pirati, ki so jih sponzorirali Zajanidski sultani, se je Španija odločila za invazijo na Alžirijo in premagati domorodno kraljestvo Tlemcen. Leta 1505 so vdrli in zavzeli Mers el Kébir, leta 1509 pa so po krvavem obleganju osvojili Oran. Po odločilnih zmagah nad Alžirci na zahodnih obalnih območjih Alžirije so se Španci odločili, da bodo drznejši in vdrli v več alžirskih mest. Leta 1510 so vodili vrsto obleganj in napadov, v velikem obleganju zavzeli Bejajo in vodili napol uspešno obleganje proti Alžiru. Oblegali so tudi Tlemcen. Leta 1511 so prevzeli nadzor nad Cherchelom in Jijelom ter napadli Mostaganem, kjer so jim kljub temu, da niso mogli osvojiti mesta, lahko vsilili davek.

### Zgodnje novoveško obdobje
Leta 1516 sta turška brata Aruj in Hayreddin Barbarossa, ki sta uspešno delovala pod Hafsidi, preselila svojo bazo delovanja v Alžir. Uspelo jima je osvojiti Jijel in Alžir od Špancev s pomočjo domačinov, ki so v njih videli osvoboditelje pred kristjani, vendar sta brata na koncu ubila lokalnega plemiča Salima al-Tumija in prevzela nadzor nad mestom in okoliškimi regijami. Njuna država je znana kot regentstvo Alžira. Ko je bil Aruj leta 1518 med invazijo na Tlemcen ubit, ga je Hayreddin nasledil kot vojaški poveljnik Alžira. Osmanski sultan mu je podelil naziv beylerbey in kontingent približno 2000 janičarjev. S pomočjo te sile in domačih Alžircev je Hayreddin osvojil celotno območje med Constantinom in Oranom (čeprav je mesto Oran ostalo v španskih rokah do leta 1792).
Naslednji beylerbey je bil Hayreddinov sin Hasan, ki je položaj prevzel leta 1544. Bil je kouloughli ali mešanega porekla, saj je bila njegova mati alžirska Mooresse. Do leta 1587 so Alžir vodili beylerbeyji, ki so služili mandate brez določenih omejitev. Kasneje so z uvedbo redne uprave guvernerji z nazivom paša vladali tri leta. Paši je pomagala avtonomna janičarska enota, v Alžiriji znana kot Ojaq, ki jo je vodil aga. Nezadovoljstvo med ojaqi je naraslo sredi 17. stoletja, ker niso prejemali rednih plač in so se večkrat uprli paši. Zaradi tega je aga pašo obtožil korupcije in nesposobnosti ter leta 1659 prevzel oblast.
Kuga je večkrat prizadela mesta severne Afrike. Alžir je zaradi kuge v letih 1620–21 izgubil med 30.000 in 50.000 prebivalcev, v letih 1654–57, 1665, 1691 in 1740–42 pa je bilo veliko smrtnih žrtev.
Barbarski pirati so lovili krščanske in druge neislamske ladje v zahodnem Sredozemskem morju. Pirati so potnike in posadko pogosto vzeli na ladje in jih prodali ali uporabili kot sužnje. Pospešili so tudi pri odkupnini nekaterih ujetnikov. Po besedah Roberta Davisa so pirati od 16. do 19. stoletja kot sužnje ujeli od 1 do 1,25 milijona Evropejcev. Pogosto so izvajali napade na evropska obalna mesta, da bi ujeli krščanske sužnje, da bi jih prodali na trgih sužnjev v severni Afriki in drugih delih Osmanskega cesarstva. Leta 1544 je na primer Hayreddin Barbarossa zavzel otok Ischia, vzel 4000 ujetnikov in zasužnjil približno 9000 prebivalcev Liparija, skoraj celotno prebivalstvo. Leta 1551 je osmanski guverner Alžira Turgut Reis zasužnjil celotno prebivalstvo malteškega otoka Gozo. Barbarski pirati so pogosto napadali Balearske otoke. Grožnja je bila tako huda, da so prebivalci zapustili otok Formentera. Uvedba ladij s širokimi jadri na začetku 17. stoletja jim je omogočila, da so se razširile v Atlantik.
Julija 1627 sta dve gusarski ladji iz Alžira pod poveljstvom nizozemskega pirata Jana Janszoona pripluli vse do Islandije, plenili in ujeli sužnje. Dva tedna prej je druga piratska ladja iz Saléja v Maroku tudi vdrla na Islandijo. Nekatere sužnje, ki so jih pripeljali v Alžir, so pozneje odkupili nazaj na Islandijo, nekateri pa so se odločili ostati v Alžiriji. Leta 1629 so piratske ladje iz Alžirije napadle Ferske otoke.
Leta 1659 so se janičarji nastanili v Alžiru, splošno znanem tudi kot Alžirski odjak; četa korzarskih stotnikov se je uprla, z oblasti odstranili osmanskega podkralja in na oblast postavili enega od svojih. Novi voditelj je leta 1671 prejel naziv Agha, nato Dey, pravica do izbire pa je prešla na divan, svet približno šestdesetih vojaških višjih častnikov. Tako je Alžir postal suverena vojaška republika. Sprva je prevladoval odjak; do 18. stoletja je postal glavni inštrument. Čeprav je Alžir nominalno ostal del Osmanskega cesarstva, je v resnici deloval neodvisno od ostalega cesarstva in je imel pogosto vojne z drugimi osmanskimi subjekti in ozemlji, kot je Beylik v Tunisu.
Dey je bil dejansko ustavni avtokrat. Dey je bil izvoljen za dosmrtni mandat, vendar je bilo v 159 letih (1671–1830), kolikor je veljal sistem, štirinajst od devetindvajsetih deyev umorjenih. Kljub uzurpaciji, vojaškim udarom in občasni vladavini mafije je bilo vsakodnevno delovanje Deylikove vlade izjemno urejeno. Čeprav je regentstvo pokroviteljstvo plemenskih poglavarjev, nikoli ni bilo soglasno zvestobe podeželja, kjer so visoki davki pogosto izzvali nemire. Avtonomne plemenske države so bile tolerirane, regentska oblast pa se je v Kabiliji redko uporabljala, čeprav je leta 1730 regentstvu uspelo prevzeti nadzor nad kraljestvom Kuku v zahodni Kabiliji. Mnoga mesta v severnih delih alžirske puščave so plačevala davke Alžiru ali enemu od njegovih begov.
Barbarski pirati v Sredozemlju so še naprej napadali španske trgovske ladje, zaradi česar je Španski imperij leta 1775 začelo invazijo, nato pa je španska mornarica leta 1783 in 1784 bombardirala Alžir. Za napad leta 1784 naj bi se španski floti pridružile ladje tradicionalnih sovražnikov Alžira, kot so Neapelj, Portugalska in Malteški vitezi. Izstreljenih je bilo več kot 20.000 topovskih krogel, vendar so bile vse te vojaške akcije obsojene na propad in Španija je morala leta 1786 zaprositi za mir in Deyu plačati 1 milijon pesov.
Leta 1792 je Alžir ponovno zavzel Oran in Mers el Kébir, dve zadnji španski trdnjavi v Alžiriji.ref>Schreier, Joshua (16. maj 2017). The Merchants of Oran: A Jewish Port at the Dawn of Empire (v angleščini). Stanford University Press. ISBN 978-1-5036-0216-8.</ref> Istega leta so osvojili maroški Rif in Oujdo, ki so ju nato leta 1795 zapustili.
V 19. stoletju so se alžirski pirati povezali s karibskimi silami in plačevali 'licenčnki davek' v zameno za varno pristanišče njihovih plovil.
Napadi alžirskih piratov na ameriške trgovce so povzročili prvo in drugo berbersko vojno, ki sta končali napade na ameriške ladje leta 1815. Leto kasneje je združena anglo-nizozemska flota pod poveljstvom lorda Exmoutha bombardirala Alžir, da bi ustavila podobne napade na evropske ribiče. Ta prizadevanja so se izkazala za uspešna, čeprav se je alžirsko piratstvo nadaljevalo do francoske osvojitve leta 1830.

## Francoska kolonizacija (1830–1962)
Preden so Francozi osvojili Alžirijo, je od leta 1816 odšlo tja nekaj angleških in francoskih kazenskih ekspedicij proti turškim morskim roparjem. Junija 1830 je zahodno od Alžira naposled pristala francoska armada, ki je štela 37.000 mož, in v nekaj tednih zasedla mesta Alžir, Oran (Vahran) in Annabo (Bone, Annabah). Po mnenju več zgodovinarjev so metode, s katerimi so Francozi vzpostavili nadzor nad Alžirijo, dosegle razsežnosti genocida. Ko pa so Francozi začeli širiti območje svoje oblasti, je Amir Abd Al Kader (1808–1883) organiziral oborožen odpor in vodil proti Francozom »sveto vojno«. Francozi so osvojili ves sever dežele z oddaljenim zaledjem Tellskega Atlasa vred šele leta 1847. Emir se jim je moral ukloniti, vendar ga odtlej slavijo kot alžirskega narodnega junaka.
Že v štiridesetih letih 19. stoletja so začeli Alžirijo počasi kolonizirati francoski naseljenci, ki so z domačo delovno silo uredili velika kmečka posestva. V znamenje trajne lastninske pravice je že francoska ustava iz leta 1848 razglasila Alžirijo za »francosko ozemlje«, torej za del matične domovine. Ko so Francozi leta 1870 izgubili vojno z Nemci, je prišel v Alžirijo nov val priseljencev, okrog 500.000 Alzačanov in Lotarinžanov, ki so nato povečali predvsem vinogradniške površine. Francozi so med letoma 1880 in 1920 vzpostavili nadzor nad vso alžirsko Saharo z več kazenskimi ekspedicijami proti upornim Tuaregom. Število Evropejcev v Alžiriji je nenehno raslo zaradi novih priseljencev in je v 1930-ih doseglo milijon, od katerega pa je bila samo polovica francoskega izvora.
Med drugo svetovno vojno je Alžirija prišla pod nadzor Vichyja, preden so jo osvobodili zavezniki v operaciji Torch, ki je bila prva obsežna napotitev ameriških vojakov v severnoafriško kampanjo.
Postopoma je nezadovoljstvo med muslimanskim prebivalstvom, ki v kolonialnem sistemu ni imelo političnega in gospodarskega statusa, povzročilo zahteve po večji politični avtonomiji in sčasoma neodvisnosti od Francije. Maja 1945 je bil upor proti okupacijskim francoskim silam zatrt s tem, kar je danes znano kot pokol Sétifa in Guelme. Napetosti med obema skupinama prebivalstva so prišle do vrhunca leta 1954, ko so se po objavi deklaracije 1. novembra 1954 začeli prvi nasilni dogodki, ki so jih pozneje poimenovali alžirska vojna.
Evropejce je začetek vstaje 1. novembra 1954 presenetil približno toliko, kolikor je bila narodna zavest med domačini manjša kot v protektoratih Maroku in Tuniziji. Francozi sprva sploh niso bili pripravljeni popuščati političnim zahtevam Alžircev in so odgovorili na ustanovitev Fronte za nacionalno osvoboditev (FLN) z najbolj grobimi policijskimi in vojaškimi ukrepi. Charles de Gaulle (1890–1970), ki je prišel maja 1958 na oblast tudi s podporo alžirskih Francozov, je moral kmalu spoznati, da je spopad mogoče rešiti samo s političnimi sredstvi. Zato se je začel pogajati s FLN oziroma njeno vlado v tujini. V zadnjem obdobju vojne francoska vojska skorajda ni več nastopala, zato pa je teroristična »tajna armada« OAS evropskih priseljencev poskušala z uničevanjem in atentati pustiti za seboj čim več ruševin in politične zmede. Ko so marca 1962 sklenili pogodbo o neodvisnosti, so Francozi v nekaj mesecih zapustili deželo, ki je postala samostojna 3. julija 1962.

### Prva tri desetletja samostojnosti (1962–1991)
Število evropskih Pied-Noirjev, ki so pobegnili iz Alžirije, je med letoma 1962 in 1964 znašalo več kot 900.000. Izseljevanje na celinsko Francijo se je pospešilo po pokolu v Oranu leta 1962, v katerem je na stotine skrajnežev vstopilo v evropske dele mesta in začelo napadati civiliste.
Prvi predsednik Alžirije je bil vodja Fronte de Libération Nationale (FLN) Ahmed Ben Bella. Zahteva Maroka po delih zahodne Alžirije je leta 1963 privedla do peščene vojne. Bena Bello je leta 1965 strmoglavil Houari Boumédiène, njegov nekdanji zaveznik in obrambni minister. Pod Benom Bello je vlada postajala vse bolj socialistična in avtoritarna; Boumédienne je nadaljeval ta trend. Vendar se je pri podpori veliko bolj zanašal na vojsko, edino legalno stranko pa zmanjšal na simbolično vlogo. Kolektiviziral je kmetijstvo in sprožil obsežno industrializacijo. Objekti za pridobivanje nafte so bili nacionalizirani. To je še posebej koristilo vodstvu po mednarodni naftni krizi leta 1973.
Boumédiennov naslednik Chadli Bendjedid je uvedel nekaj liberalnih gospodarskih reform. Spodbujal je politiko arabizacije v alžirski družbi in javnem življenju. Učitelji arabščine, pripeljani iz drugih muslimanskih držav, so v šolah širili konvencionalno islamsko misel in zasejali seme vrnitve k pravoslavnemu islamu.
Alžirsko gospodarstvo je postajalo vse bolj odvisno od nafte, kar je privedlo do težav, ko je med prenasičenostjo nafte v 1980-ih padla cena. Gospodarska recesija, ki jo je povzročil padec svetovnih cen nafte, je povzročila alžirske socialne nemire v osemdesetih letih; do konca desetletja je Bendjedid uvedel večstrankarski sistem. Razvile so se politične stranke, kot je Fronta islamske rešitve (FIS), široka koalicija muslimanskih skupin.

### Državljanska vojna (1991–2002) in posledice
Decembra 1991 je Islamska rešilna fronta prevladovala v prvem od dveh krogov zakonodajnih volitev. Zaradi strahu pred izvolitvijo islamistične vlade so oblasti 11. januarja 1992 posredovale in preklicale volitve. Bendjedid je odstopil, imenovan je bil visoki državni svet, ki bo deloval kot predsedstvo. Prepovedal je FIS, kar je sprožilo civilni upor med oboroženim krilom Fronte, oboroženo islamsko skupino, in nacionalnimi oboroženimi silami, v katerem naj bi umrlo več kot 100.000 ljudi. Islamistični skrajneži so izvedli nasilno kampanjo pobojev civilistov. Na več točkah konflikta so razmere v Alžiriji postale mednarodno zaskrbljujoče, predvsem med krizo okoli leta 8969 družbe Air France, ki je bila zagrešena. s strani oborožene islamske skupine. Oborožena islamska skupina je oktobra 1997 razglasila premirje.
Leta 1999 so v Alžiriji potekale volitve, ki so jih mednarodni opazovalci in večina opozicijskih skupin ocenile kot pristranske, na katerih je zmagal predsednik Abdelaziz Bouteflika. Prizadeval si je za ponovno vzpostavitev politične stabilnosti v državi in napovedal pobudo Civil Concord, potrjeno na referendumu, po kateri so bili številni politični zaporniki pomiloščeni, več tisoč članom oboroženih skupin pa je bilo izvzetih iz kazenskega pregona v okviru veljavne omejene amnestije.do 13. januarja 2000. AIS je razpustil in stopnja uporniškega nasilja je hitro padla. Groupe Salafiste pour la Prédication et le Combat (GSPC), odcepljena skupina oborožene islamske skupine, je nadaljevala s teroristično kampanjo proti vladi.
Bouteflika je bil ponovno izvoljen na predsedniških volitvah aprila 2004, potem ko je vodil kampanjo za program narodne sprave. Program je obsegal gospodarsko, institucionalno, politično in socialno reformo za modernizacijo države, dvig življenjskega standarda in odpravo vzrokov odtujenosti. Vključevala je tudi drugo pobudo za amnestijo, Listino za mir in narodno spravo, ki je bila potrjena na referendumu septembra 2005. Ponudila je amnestijo večini gverilcev in vladnih varnostnih sil.
Novembra 2008 je bila alžirska ustava spremenjena po glasovanju v parlamentu, s čimer je bila odpravljena omejitev dveh mandatov za predsedniške položaje. Ta sprememba je Boutefliki omogočila, da je ponovno kandidiral na predsedniških volitvah leta 2009 in je bil ponovno izvoljen aprila 2009. Med svojo volilno kampanjo in po ponovni izvolitvi je Bouteflika obljubil, da bo razširil program narodne sprave in 150 $ milijardni program porabe za ustvarjanje treh milijonov novih delovnih mest, gradnjo enega milijona novih stanovanjskih enot ter za nadaljevanje programov posodobitve javnega sektorja in infrastrukture.
Serija protestov po vsej državi se je začela 28. decembra 2010, navdihnjena s podobnimi protesti na Bližnjem vzhodu in v Severni Afriki. 24. februarja 2011 je vlada odpravila 19 let trajajoče izredne razmere v Alžiriji. Vlada je sprejela zakonodajo, ki obravnava politične stranke, volilni zakonik in zastopanost žensk v izvoljenih organih. Aprila 2011 je Bouteflika obljubil nadaljnje ustavne in politične reforme. Vendar pa opozicijske skupine volitve redno kritizirajo kot nepoštene, mednarodne skupine za človekove pravice pa pravijo, da se medijska cenzura in nadlegovanje političnih nasprotnikov nadaljujeta.
2. aprila 2019 je Bouteflika odstopil s predsedniškega položaja po množičnih protestih proti njegovi kandidaturi za peti mandat.
Decembra 2019 je Abdelmadjid Tebboune postal alžirski predsednik, potem ko je zmagal v prvem krogu predsedniških volitev z rekordno stopnjo vzdržanosti – najvišjo na vseh predsedniških volitvah od alžirske demokracije leta 1989. Tebboune je obtožen, da je blizu vojski in je zvest odstavljenega predsednika. Tebboune te obtožbe zavrača in trdi, da je žrtev lova na čarovnice. Svoje obrekovalce tudi spomni, da je bil avgusta 2017 izključen iz vlade na pobudo oligarhov, ki čadijo v zaporu.

## Geografija
Od razpada Sudana leta 2011 in ustanovitve Južnega Sudana je Alžirija največja država v Afriki in Sredozemskem bazenu. Njen južni del obsega precejšen del Sahare. Na severu se Telski Atlas tvori s Saharskim Atlasom, južneje, dva vzporedna niza reliefov, ki se približujeta proti vzhodu in med katerima so vstavljene prostrane ravnice in visokogorja. Oba Atlasa se združita v vzhodni Alžiriji. Prostrani gorski verigi Aurès in Nememcha zavzemata celotno severovzhodno Alžirijo in sta omejeni s tunizijsko mejo. Najvišja točka je gora Tahat (3003 metre).
Alžirija leži večinoma med zemljepisnima širinama 19° in 37°S (majhno območje je severno od 37°S in južno od 19°S) ter zemljepisnima dolžinama 9°Z in 12°V. Večina obalnega območja je hribovita, včasih tudi gorata, nekaj je naravnih pristanišč. Območje od obale do Telskega Atlasa je rodovitno. Južno od Tell Atlasa je stepska pokrajina, ki se konča s Saharskim Atlasom; južneje je puščava Sahara.
Hoggarsko gorovje (arabsko جبال هقار), znano tudi kot Hoggar, je visokogorsko območje v osrednji Sahari, južna Alžirija. Je približno 1500 km južno od prestolnice Alžir in vzhodno od Tamanghasseta. Alžir, Oran, Constantine in Annaba so glavna alžirska mesta.

### Podnebje in hidrologija
V tej regiji so lahko opoldanske temperature v puščavi vroče vse leto. Po sončnem zahodu pa čist, suh zrak omogoča hitro izgubo toplote, noči pa so hladne do mrzle. Zabeleženi so ogromni dnevni razponi temperature.
Padavine so precej obilne vzdolž obalnega dela Tell Atlasa, in sicer od 400 do 670 mm letno, količina padavin pa narašča od zahoda proti vzhodu. Padavine so največje v severnem delu vzhodne Alžirije, kjer v nekaterih letih dosežejo celo 1000 mm.
Dlje v notranjosti je padavin manj. Alžirija ima tudi erge ali peščene sipine med gorami. Med temi lahko poleti, ko so vetrovi močni in sunkoviti, temperature narastejo do 43,3 °C.
Podnebne spremembe v Alžiriji imajo obsežne posledice za državo. Alžirija ni bistveno prispevala k podnebnim spremembam, vendar se pričakuje, da bo tako kot druge države na Bližnjem vzhodu in v severni Afriki (MENA) med najbolj prizadetimi zaradi vplivov podnebnih sprememb. Ker je velik del države na že tako vročih in sušnih območjih, vključno z delom Sahare, se pričakuje, da se bodo že tako močni izzivi zaradi vročine in dostopa do vodnih virov poslabšali. Že leta 2014 so znanstveniki ekstremne vročinske valove pripisovali podnebnim spremembam v Alžiriji. Alžirija je bila uvrščena na 46. mesto v indeksu uspešnosti glede podnebnih sprememb leta 2020.

### Rastlinstvo in živalstvo
Raznolika vegetacija Alžirije vključuje obalne, gorske in travnate puščave podobne regije, ki vse podpirajo široko paleto divjih živali. Številna bitja, ki sestavljajo alžirske divje živali, živijo v neposredni bližini civilizacije. Najpogosteje videne živali so divja svinja, šakali in gazele, čeprav ni redko opaziti fenekov in skakačev. Alžirija ima tudi majhno populacijo afriškega leoparda in geparda, vendar sta le redko vidna. V gostih vlažnih gozdovih v severovzhodnih območjih prebiva vrsta atlaški jelen (Cervus elaphus barbarus). Fenek je nacionalna žival Alžirije.
Zaradi različnih vrst ptic je država zanimiva za opazovalce ptic. Berberski makaki (Macaca sylvanus) so edina domača opica. Kače, varane in številne druge plazilce je mogoče najti, ki živijo med množico glodavcev v polsušnih regijah Alžirije. Številne živali so zdaj izumrle, vključno z berberskimi levi, atlaškimi medvedi in krokodili.
Na severu avtohtone rastline vključujejo grmičevje makija, oljke, hraste, cedre in druge iglavce. Gorske regije vsebujejo velike gozdove zimzelenih rastlin (alepski bor (Pinus halepensis), brin in zimzeleni hrast) in nekaj listavcev. V toplejših predelih rastejo fige, evkalipti, agave in različne palme. Vinska trta je avtohtona na obali. V regiji Sahare imajo nekatere oaze palme. Akacije z divjimi oljkami so prevladujoča flora v preostalem delu Sahare. Alžirija je imela leta 2018 povprečno oceno indeksa celovitosti gozdne krajine 5,22/10, kar jo je uvrstilo na 106. mesto med 172 državami.
Kamele se obširno uporabljajo; puščava je bogata tudi s strupenimi in nestrupenimi kačami, škorpijoni in številnimi žuželkami.

### Upravna delitev
Alžirija je razdeljena na 58 provinc (wilayas), 553 okrožij (daïra) in 1541 občin (baladiyah). Vsaka provinca, okrožje in občina se imenuje po svojem sedežu, ki je običajno največje mesto.
Upravna razdelitev se je od osamosvojitve večkrat spremenila. Pri uvajanju novih pokrajin se ohranijo številke starih pokrajin, torej neabecedni vrstni red.

## Gospodarstvo
Valuta Alžirije je alžirski dinar (DZD). V gospodarstvu še vedno prevladuje država, kar je dediščina socialističnega modela razvoja države po osamosvojitvi. V zadnjih letih je alžirska vlada ustavila privatizacijo industrij v državni lasti in uvedla omejitve uvoza in tuje vpletenosti v svoje gospodarstvo. Te omejitve so začeli odpravljati pred šele kratkim, čeprav ostajajo vprašanja o alžirskem gospodarstvu, ki se počasi diverzificira.
Alžirija ima težave pri razvoju industrij zunaj ogljikovodikov, deloma zaradi visokih stroškov in inertne državne birokracije. Prizadevanja vlade za diverzifikacijo gospodarstva s privabljanjem tujih in domačih naložb zunaj energetskega sektorja niso veliko prispevala k zmanjšanju visoke stopnje brezposelnosti mladih ali reševanju pomanjkanja stanovanj. Država se sooča s številnimi kratkoročnimi in srednjeročnimi težavami, vključno s potrebo po diverzifikaciji gospodarstva, krepitvi političnih, gospodarskih in finančnih reform, izboljšanju poslovne klime in zmanjšanju neenakosti med regijami.
Val gospodarskih protestov februarja in marca 2011 je alžirsko vlado spodbudil k temu, da je ponudila več kot 23 milijard dolarjev javnih subvencij ter retroaktivno povišanje plač in dodatkov. Javna poraba se je v zadnjih petih letih povečala za 27 % letno. Program javnih naložb 2010–2014 bo stal 286 milijard USD, od tega bo 40 % šlo za človeški razvoj. 
Zahvaljujoč velikim prihodkom iz ogljikovodikov ima Alžirija rezerve v tuji valuti v višini 173 milijard dolarjev in velik stabilizacijski sklad za ogljikovodike. Poleg tega je zunanji dolg Alžirije izjemno nizek in znaša približno 2 % BDP. Gospodarstvo ostaja zelo odvisno od bogastva ogljikovodikov in kljub visokim deviznim rezervam (178 milijard ameriških dolarjev, kar ustreza trem letom uvoza) je zaradi trenutne rasti odhodkov alžirski proračun bolj občutljiv na tveganje dolgotrajnih nižjih prihodkov od ogljikovodikov.
Alžirija se kljub večletnim pogajanjem ni pridružila WTO, vendar je članica Velikega arabskega območja proste trgovine in Afriškega celinskega območja proste trgovine ter ima pridružitveni sporazum z Evropsko unijo.
Neposredne turške naložbe so se v Alžiriji pospešile, njihova skupna vrednost pa je dosegla 5 milijard dolarjev. Od leta 2022 je število turških podjetij, prisotnih v Alžiriji, doseglo 1400. Leta 2020 je bilo kljub pandemiji v Alžiriji ustanovljenih več kot 130 turških podjetij.

### Nafta in naravni viri
Alžirija, katere gospodarstvo je odvisno od nafte, je članica OPEC od leta 1969. Njena proizvodnja surove nafte znaša okoli 1,1 milijona sodčkov/dan, vendar je tudi velika proizvajalka in izvoznica plina s pomembnimi povezavami z Evropo. Ogljikovodiki so že dolgo hrbtenica gospodarstva, saj predstavljajo približno 60 % proračunskih prihodkov, 30 % BDP in 87,7 % prihodkov od izvoza. Alžirija ima 10. največje zaloge zemeljskega plina na svetu in je šesti največji izvoznik plina. Ameriška uprava za energetske informacije je poročala, da je imela Alžirija leta 2005 4,5 bilijona kubičnih metrov dokazanih zalog zemeljskega plina. Prav tako je na 16. mestu po zalogah nafte.
Neogljikovodikova rast za leto 2011 je bila predvidena na 5 %. Za obvladovanje socialnih potreb so oblasti povečale izdatke, zlasti za osnovno podporo v hrani, ustvarjanje delovnih mest, podporo MSP in višje plače. Visoke cene ogljikovodikov so izboljšale tekoči račun in stanje že tako velikih mednarodnih rezerv.
Prihodki od nafte in plina so se v letu 2011 povečali zaradi nadaljevanja visokih cen nafte, čeprav je trend obsega proizvodnje padajoč. Proizvodnja v naftnem in plinskem sektorju glede na obseg še naprej upada in se je med letoma 2007 in 2011 zmanjšala s 43,2 milijona ton na 32 milijonov ton. Kljub temu je sektor v letu 2011 predstavljal 98 % celotnega obsega izvoza v primerjavi z 48 %. leta 1962 in 70 % proračunskih prihodkov ali 71,4 milijarde USD.
Alžirska nacionalna naftna družba je Sonatrach, ki ima ključno vlogo v vseh vidikih sektorja nafte in zemeljskega plina v Alžiriji. Vsi tuji operaterji morajo sodelovati s podjetjem Sonatrach, ki ima običajno večinsko lastništvo v sporazumih o delitvi proizvodnje.
Dostop do biokapacitete v Alžiriji je nižji od svetovnega povprečja. Leta 2016 je imela Alžirija 0,53 svetovnega hektarja biokapaciteta na osebo na svojem ozemlju, kar je veliko manj od svetovnega povprečja, ki znaša 1,6 svetovnega hektarja na osebo. Leta 2016 je Alžirija porabila 2,4 svetovnega hektarja biokapaciteta na osebo – njihov ekološki odtis potrošnje. To pomeni, da porabijo malo manj kot 4,5-krat toliko biokapacitete, kot jo vsebuje Alžirija. Posledično ima Alžirija primanjkljaj biokapaciteta. Aprila 2022 so se diplomati iz Italije in Španije pogovarjali, potem ko je poteza Rima, da zagotovi veliko količino alžirskega plina, vzbudila zaskrbljenost v Madridu. Po dogovoru med alžirskim Sonatrachom in italijanskim Enijem bo Alžirija do naslednjega leta in leta 2024 v Italijo poslala dodatnih 9 milijard kubičnih metrov plina.

### Turizem
Razvoj turističnega sektorja v Alžiriji je prej oviralo pomanjkanje zmogljivosti, toda od leta 2004 se izvaja obsežna strategija razvoja turizma, ki je povzročila gradnjo številnih hotelov visokega sodobnega standarda.
V Alžiriji je več območij Unescove svetovne dediščine,:
- Al Qal'a v Beni Hammad, razvaline utrjenega mesta  iz 11.–12. stoletja, v gorovju Hodna, jugozahodno od Sétifa; prestolnica berberske rodbine Hammadidov (1007–1152);
- Djémila; izkopanine rimskega mesta Cuicul v hribovju Male Kabilije (96–6. stol.); Karakalov slavolok zmage, forum, gledališče, kopališče, dve zgodnjekrščanski baziliki s krstilnico
- Kbor er-Roumia - vas ob sredozemski obali zahodno od Alžira, nad njo 34 m visoka okrogla stavba premera 64 m, morda mavzolej numidijskega vladarja (2. stol. pr. n. št.)
- dolina M'Zab - pokrajina v severnem delu Sahare; skupina oaz ob istoimenskem vadiju, kamor so se ok. leta 1072 pred preganjanjem zatekli mzabiti (sekta ibaditskih muslimanov). Središče Ghardaïa z mošejo in četrtmi. V bližini je Beni Isguen, sveto mesto mzabitov.
- Kazba v Alžiru je edinstveno islamsko mesto na sredozemski obali. Vsebuje ostanke citadele, srednjeveških mošej in osmanskih palač;
- Timgad - izkopanine rimskega mesta Thamugadi blizu mesta Batna; glavna ulica s stebrišče, Trajanov slavolok, forum, gledališče, zgodnjekrščanska bazilika;
- Tipasa - letovišče zahodno od Alžira z izkopaninami rimskega mesta; antično obzidje, gledališče, zgodnjekrščanska bazilika sv. Salse, bazilika iz 4. stoletje s krstilnico;
- Gorovje Tassili n'Ajjer - naravna svetovna dediščina; puščavsko gorovje na jugu države z narodnim parkom; v rdečem peščenjaku so ohranjene stenske poslikave iz obdobja, ko Sahara še ni bila puščava (9000–4000 pr. n. št.); najpomembnejša najdišča so v vadiju Djaret pri kraju Illizi

in druge znamenitosti:
- Constatine mesto v hribovju Tellskega Atlasa, na planoti nas dolino potoka Rhumel; slikoviti so mostovi čez dolino; stari del mesta z mošejo in trdnjavo ter Cirtski muzej
- Tamanrasset je mesto ob vznožju gorovja Ahaggar, središče Tuaregov; hiša francoskega raziskovalca Charlesa-Eugena Foucaulta, Ahaggarski muzej
- Tiddis - izkopanine rimske naselbine Castelum Tidditanorum blizu Constantina; mesto zgrajeno na umetnih terasah; mitrej, forum, kopališče, cisterna;
- Tlemcen - mesto v Tlemcenskem hribovju južno od Orana; z obzidjem obdano mestno jedro v špansko-mavrskem slogu. Velika mošeja (1135), mošeji Sidija Bel Hasana in Sidija Halaouija s svetnikovim grobom. V vasi El-Eubad grobnica svetnika Sidija Bou Medine; naselbina Mansoura iz 14. stoletja obdana s 4 km dolgim obzidjem.

#### Narodni parki
- Narodni park Ahaggar
- Narodni park Belezma
- Narodni park Chrea
- Narodni park Djurdjura
- Narodni park El Kala
- Narodni park Gouraya
- Narodni park Tassili n'Ajjer
- Narodni park Taza
- Narodni park Theniet El Had
- Narodni park Tlemcen

### Promet
Skozi Alžirijo potekata dve transafriški avtomobilski poti:
- Avtocesta Kairo-Dakar
- Avtocesta Alžir-Lagos

Alžirsko cestno omrežje je najgostejše v Afriki; njegova dolžina je ocenjena na 180.000 km cest, z več kot 3756 objekti in 85-odstotno stopnjo asfaltiranja. To omrežje bo dopolnjevala avtocesta vzhod-zahod, velik infrastrukturni projekt, ki je v izgradnji. To je 6-pasovna, 1216 kilometrov dolga avtocesta, ki povezuje Annabo na skrajnem vzhodu s Tlemcenom na skrajnem zahodu. Alžirijo prečka tudi transsaharska cesta, ki je zdaj v celoti asfaltirana. To cesto podpira alžirska vlada za povečanje trgovine med šestimi prečkanimi državami: Alžirijo, Malijem, Nigrom, Nigerijo, Čadom in Tunizijo.
| Največja mesta države Alžirija Po popisu 2008 | Največja mesta države Alžirija Po popisu 2008 | Največja mesta države Alžirija Po popisu 2008 | Največja mesta države Alžirija Po popisu 2008 | Največja mesta države Alžirija Po popisu 2008 | Največja mesta države Alžirija Po popisu 2008 | Največja mesta države Alžirija Po popisu 2008 | Največja mesta države Alžirija Po popisu 2008 | Največja mesta države Alžirija Po popisu 2008 | Največja mesta države Alžirija Po popisu 2008 |
|                                               | Rang                                          |                                               | Province                                      | Preb.                                         | Rang                                          |                                               | Province                                      | Preb.                                         |                                               |
| --------------------------------------------- | --------------------------------------------- | --------------------------------------------- | --------------------------------------------- | --------------------------------------------- | --------------------------------------------- | --------------------------------------------- | --------------------------------------------- | --------------------------------------------- | --------------------------------------------- |
| Alžir Oran                                    | 1                                             | Alžir                                         | provinca Alžir                                | 2.364.230                                     | 11                                            | Tébessa                                       | provinca Tébessa                              | 194.461                                       | Constantine Annaba                            |
| Alžir Oran                                    | 2                                             | Oran                                          | provinca Oran                                 | 803.329                                       | 12                                            | El Oued                                       | provinca El Oued                              | 186.525                                       | Constantine Annaba                            |
| Alžir Oran                                    | 3                                             | Constantine                                   | provinca Constantine                          | 448.028                                       | 13                                            | Skikda                                        | provinca Skikda                               | 182.903                                       | Constantine Annaba                            |
| Alžir Oran                                    | 4                                             | Annaba                                        | provinca Annaba                               | 342.703                                       | 14                                            | Tiaret                                        | provinca Tiaret                               | 178.915                                       | Constantine Annaba                            |
| Alžir Oran                                    | 5                                             | Blida                                         | provinca Blida                                | 331.779                                       | 15                                            | Béjaïa                                        | provinca Béjaïa                               | 176.139                                       | Constantine Annaba                            |
| Alžir Oran                                    | 6                                             | Batna                                         | provinca Batna                                | 289.504                                       | 16                                            | Tlemcen                                       | provinca Tlemcen                              | 173.531                                       | Constantine Annaba                            |
| Alžir Oran                                    | 7                                             | Djelfa                                        | provinca Djelfa                               | 265.833                                       | 17                                            | Ouargla                                       | provinca Ouargla                              | 169.928                                       | Constantine Annaba                            |
| Alžir Oran                                    | 8                                             | Sétif                                         | Sétif Province                                | 252,127                                       | 18                                            | Béchar                                        | Béchar Province                               | 165,241                                       | Constantine Annaba                            |
| Alžir Oran                                    | 9                                             | Sidi Bel Abbès                                | provinca Sidi Bel Abbès                       | 210.146                                       | 19                                            | Mostaganem                                    | provinca Mostaganem                           | 162.885                                       | Constantine Annaba                            |
| Alžir Oran                                    | 10                                            | Biskra                                        | provinca Biskra                               | 204.661                                       | 20                                            | Bordj Bou Arréridj                            | provinca Bordj Bou Arréridj                   | 158.812                                       | Constantine Annaba                            |

## Etnične skupine
Arabci in avtohtoni Berberi ter Feničani, Rimljani, Vandali, bizantinski Grki, Turki, različni podsaharski Afričani in Francozi so prispevali k zgodovini in kulturi Alžirije. Potomci andaluzijskih beguncev so prisotni tudi v prebivalstvu Alžira in drugih mest. Poleg tega so ti aragonski in kastiljski Moriški potomci govorili špansko še globoko v 18. stoletju in celo katalonščino so istočasno govorili katalonski Moriski potomci v mestecu Grish El-Oued.
Stoletja arabskega preseljevanja v Magreb od 7. stoletja so spremenila demografski obseg v Alžiriji. Večino prebivalstva Alžirije predstavljajo Arabci (75 % do 85 % prebivalstva). Berberi, ki predstavljajo 15 % do 20 % prebivalstva, so razdeljeni v številne skupine z različnimi jeziki. Največji med njimi so Kabili, ki živijo v regiji Kabylie vzhodno od Alžira, Chaoui v severovzhodni Alžiriji, Tuaregi v južni puščavi in ljudstvo Shenwa v severni Alžiriji.
V kolonialnem obdobju je bilo veliko (10 % leta 1960) evropskega prebivalstva, ki je postalo znano kot Pied-Noirs. Bili so predvsem francoskega, španskega in italijanskega izvora. Skoraj vse to prebivalstvo je odšlo med osamosvojitveno vojno ali takoj po njenem koncu.